# Pokémon HeartGold і SoulSilver
Pokémon HeartGold (яп. ポケットモンスター ハートゴールド, Poketto Monsutā Hātogōrudo) і Pokémon SoulSilver (яп. ポケットモンスター ソウルシルバー, Poketto Monsutā Sōrushirubā) — японські комп'ютерні рольові ігри, розроблені Game Freak і видані Nintendo. Ці серії покемонів відеоігри і з'явився у версії для Nintendo DS. Вихід ігор в Японії відбувся 12 вересня 2009, у США 14 березня 2010, а в Європі 26 березня 2010. Ігри є ремейками більш ранніх ігор Pokémon Gold і Silver, що вийшли для Game Boy Color у 1999 році.
HeartGold і SoulSilver отримали комерційний успіх в Японії, було продано близько 1,5 млн одиниць копій протягом перших двох днів з моменту їх випуску. Відгуки про гру були позитивні.